# Burg Seelbach (Lohra)

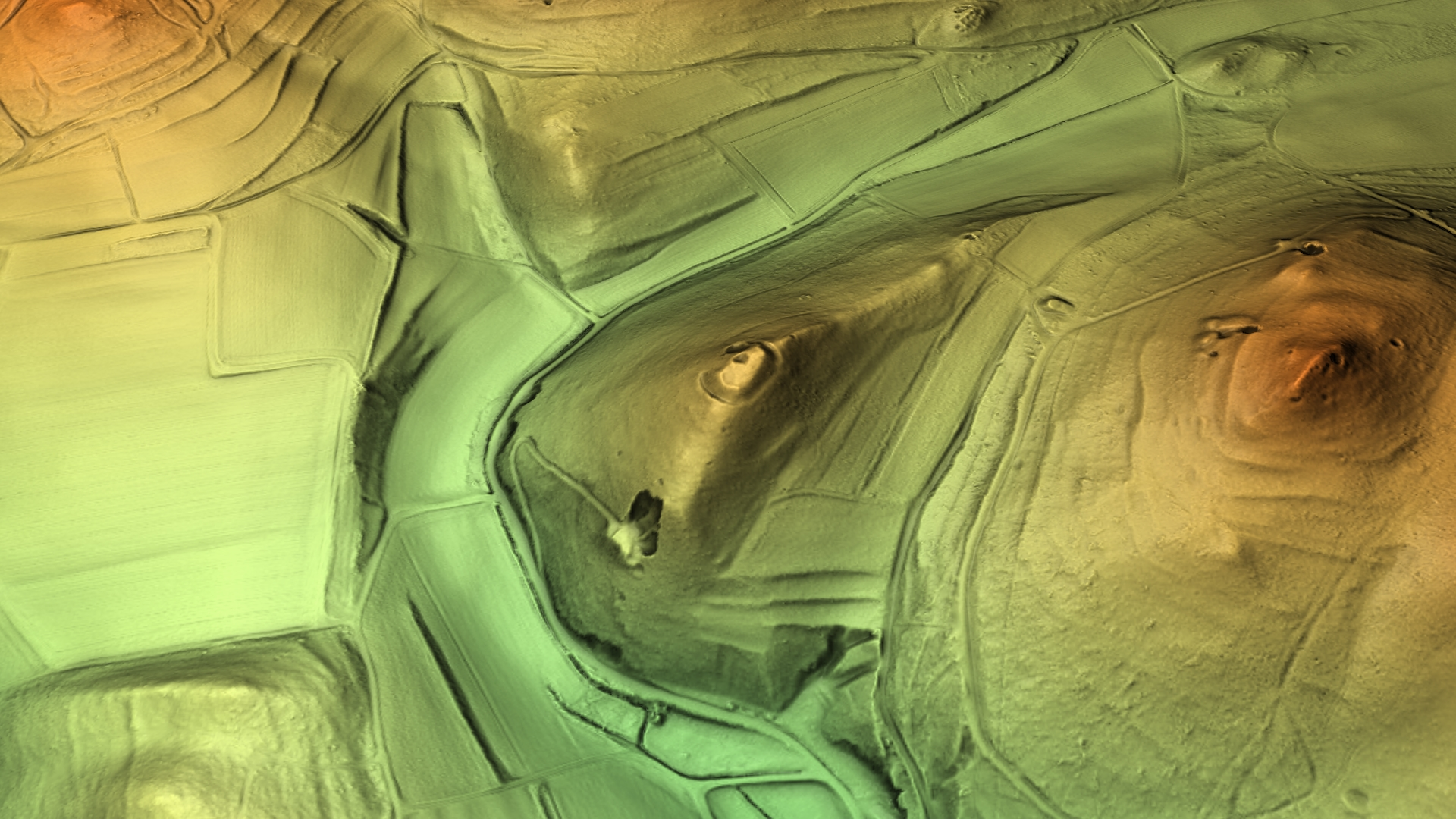
3D-Ansicht des digitalen Geländemodells

Die Burg Seelbach ist eine abgegangene Höhenburg vom Typus einer Wallburg 50 Meter über einem Bachgrund auf einer 320 m ü. NN hohen Bergkuppe 500 Meter westlich des 367 m hohen Hummelberges und in gleichem Abstand nördlich des Ortsteils Seelbach der Gemeinde Lohra im Landkreis Marburg-Biedenkopf in Hessen.
Die erstmals um 800 erwähnte kleine Befestigungsanlage stand auf einer langovalen, bewaldeten Bergkuppe. Heute finden sich noch geringe Reste einer Ringwallanlage mit im Südwesten und Nordosten auslaufendem Halsgraben. Die Größe der Anlage betrug etwa 18 auf 28 Meter. Das Fundmaterial ist auf die Zeit um 800 datiert. Schriftliche Quellen über die Erbauer oder die Anlage selbst fehlen völlig.